# Liste des gouverneurs du Minnesota
Le gouverneur du Minnesota (en anglais : Governor of Minnesota) est le chef de la branche exécutive de l'État américain du Minnesota.

## Gouverneurs du territoire
| Nom                  | Début de mandat | Fin de mandat | Affiliation politique |
| -------------------- | --------------- | ------------- | --------------------- |
| Alexander Ramsey     | 1849            | 1853          | Whig                  |
| Willis Arnold Gorman | 1853            | 1857          | Démocrate             |
| Samuel Medary        | 1857            | 1858          | Démocrate             |

## Gouverneurs de l'État
| Nom                         |  | Début de mandat | Fin de mandat | Affiliation politique              |
| --------------------------- |  | --------------- | ------------- | ---------------------------------- |
| Henry Hastings Sibley       |  | 1858            | 1860          | Démocrate                          |
| Alexander Ramsey            |  | 1860            | 1863          | Républicain                        |
| Henry Adoniram Swift        |  | 1863            | 1864          | Républicain                        |
| Stephen Miller              |  | 1864            | 1866          | Républicain                        |
| William Raine Marshall      |  | 1866            | 1870          | Républicain                        |
| Horace Austin               |  | 1870            | 1874          | Républicain                        |
| Cushman Davis               |  | 1874            | 1876          | Républicain                        |
| John S. Pillsbury           |  | 1876            | 1882          | Républicain                        |
| Lucius Frederick Hubbard    |  | 1882            | 1887          | Républicain                        |
| Andrew Ryan McGill          |  | 1887            | 1889          | Républicain                        |
| William Rush Merriam        |  | 1889            | 1893          | Républicain                        |
| Knute Nelson                |  | 1893            | 1895          | Républicain                        |
| David Marston Clough        |  | 1895            | 1899          | Républicain                        |
| John Lind                   |  | 1899            | 1901          | Démocrate                          |
| Samuel Rinnah Van Sant      |  | 1901            | 1905          | Républicain                        |
| John Albert Johnson         |  | 1905            | 1909          | Démocrate                          |
| Adolph Olson Eberhart       |  | 1909            | 1915          | Républicain                        |
| Winfield Scott Hammond      |  | 1915            | 1915          | Démocrate                          |
| Joseph A. A. Burnquist      |  | 1915            | 1921          | Républicain                        |
| J. A. O. Preus              |  | 1921            | 1925          | Républicain                        |
| Theodore Christianson       |  | 1925            | 1931          | Républicain                        |
| Floyd B. Olson              |  | 1931            | 1936          | Parti des ouvriers et des fermiers |
| Hjalmar Petersen            |  | 1936            | 1937          | Parti des ouvriers et des fermiers |
| Elmer Austin Benson         |  | 1937            | 1939          | Parti des ouvriers et des fermiers |
| Harold Stassen              |  | 1939            | 1943          | Républicain                        |
| Edward John Thye            |  | 1943            | 1947          | Républicain                        |
| Luther Youngdahl            |  | 1947            | 1951          | Républicain                        |
| C. Elmer Anderson           |  | 1951            | 1955          | Républicain                        |
| Orville Freeman             |  | 1955            | 1961          | DFL                                |
| Elmer L. Andersen           |  | 1961            | 1963          | Républicain                        |
| Karl Rolvaag                |  | 1963            | 1967          | DFL                                |
| Harold LeVander             |  | 1967            | 1971          | Républicain                        |
| Wendell Anderson            |  | 1971            | 1976          | DFL                                |
| Rudy Perpich                |  | 1976            | 1979          | DFL                                |
| Al Quie                     |  | 1979            | 1983          | Indépendant / Républicain          |
| Rudy Perpich                |  | 1983            | 1991          | DFL                                |
| Arne Carlson                |  | 1991            | 1999          | Indépendant/Républicain            |
| Jesse Ventura (James Janos) |  | 1999            | 2003          | Parti de la réforme                |
| Tim Pawlenty                |  | 2003            | 2011          | Républicain                        |
| Mark Dayton                 |  | 2011            | 2019          | DFL                                |
| Tim Walz                    |  | 2019            | en fonction   | DFL                                |